# Eden Blues
 (août 2021).
Si vous disposez d'ouvrages ou d'articles de référence ou si vous connaissez des sites web de qualité traitant du thème abordé ici, merci de compléter l'article en donnant les références utiles à sa vérifiabilité et en les liant à la section « Notes et références ».
Eden Blues (Doomsday Blues sur le marché anglophone) est un jeu vidéo français sorti en 1987. Écrit par Patrick Dublanchet et mis en images par Catherine Vagnon, il est paru chez ERE Informatique.

## Intrigue
L'histoire se déroule dans un futur indéterminé. On peut supposer que l'espèce humaine a été éradiquée. Le joueur dirige un détenu emprisonné dans un gigantesque pénitencier, gardé par des robots tueurs. L'objectif est simple: s'évader par n'importe quel moyen et tenter de trouver une femme, cachée quelque part dans cette sinistre bâtisse.
Le jeu démarre sur la vision du détenu cloîtré dans sa minuscule cellule. Aucun mobilier hormis sa couche. En bas d'écran, le panneau de contrôle.
- à gauche, état physique et psychique du personnage: force, témérité, vitalité
- au centre, nombre de pièces d'un franc en sa possession, écoulement du temps (jour/nuit, aussi symbolisé par des traits verticaux barrés en groupe)
- à droite, un encart vide la plupart du temps, affichant les actions possibles de la part du joueur (boire, manger, ouvrir une porte...).
Pour sortir de son cachot et explorer les lieux, le joueur doit impérativement attendre le jour avant de se risquer: il encourt sinon de se faire foudroyer par un robot, qui patrouille en l'air dans les couloirs. Pour atteindre la cour c'est le contraire, avec des gardiens d'un autre type situés au sol.
En attendant le moment propice, on peut étendre le personnage sur son lit. Cela ne lui fait pas gagner de forces, mais économiser celles qu'il a déjà.
Passer d'une pièce à l'autre se fait toujours selon le même principe: on ouvre les portes à grands coups de pied, ce qui fatigue le personnage. Pour reprendre des forces il faut donc qu'il s'alimente, mais ne peut le faire n'importe où. La nourriture (surtout desserts) se trouve dans des pièces plus chaleureusement décorées, éloignées de sa cellule et recelant de dangereux pièges.
La vitalité diminue aussi avec le temps. Le héros doit boire régulièrement (alcool), une cave d'atmosphère asiatique se trouve à proximité, mais les bouteilles sont gardées. La témérité enfin, est apportée par le café, seul élément en accès non-libre au cours de la partie. Ce sont les fameuses pièces d'1 F que le héros peut collecter de différentes manières, afin de les glisser dans la machine. Ce breuvage permet de foudroyer les gardiens tueurs du regard.
Eden Blues est un jeu particulièrement ardu, dont la difficulté ne réside pas tellement dans la compréhension du scénario, mais la gestion du temps (alternances jour-nuit, différents types de robots, état physique du personnage...). De fait les parties sont très courtes au début, réclamant une attention soutenue de la part du joueur. Le côté réflexion est très présent, les choses s'arrangent une fois assimilés certains principes.